# Parsko (województwo wielkopolskie)
Parsko – wieś w Polsce położona w województwie wielkopolskim, w powiecie kościańskim, w gminie Śmigiel.

## Historia
Miejscowość pierwotnie związana była z Wielkopolską. Ma metrykę średniowieczną i istnieje co najmniej od początku XIII wieku. Po raz pierwszy wymieniana w łacińskojęzycznym dokumencie z 1278 jako Parskie, 1403 Sparske, 1412 Parska, 1432 allodium Parske, 1448 Parszka, 1462 allodium Parszka, 1474 allodium Parsko, 1486 hereditas (villa) seu (sive) allodium in Parska, 1530 allodium ville Parska.
Tereny, na których leżała wieś, były jednak zasiedlone wcześniej niż podają to archiwalne zapisy. Archeolodzy znaleźli w miejscowości oraz w okolicy kilkanaście fragmentów naczyń datowanych od XII wiek.
Miejscowość była wsią szlachecką należącą do lokalnej szlachty wielkopolskiej z rodu Bojanowskich, Spławskich, Karmińskich, Leszczyńskich. W 1450 miejscowość należała do powiatu kościańskiego Korony Królestwa Polskiego. W 1531 leżała w parafii Rydzyna.
W latach 1403–1583 jako właściciele we wsi notowani są Bojanowscy. W 1403 Małgorzata Bojanowska żona Guntera Pradla toczyła spór z Piotrem Siberlichem o wieś Parsko przedstawiając przed sądem dokument swojej oprawy, który uznał jej prawa do Parska i Spławia. W 1474 właścicielem folwarku zwanego Parsko był Andrzej Bojanowski burgrabia starościński w Kościanie. W 1501 bracia Wojciech i Mikołaj Bojanowscy podzielili swoje dobra odziedziczone po ojcu Andrzeju Bojanowskim w Bojanowie, Parsku, Spławiu oraz w Żydowie. W 1502 bracia ci dali siostrze Annie Bojanowskiej równy dział w dobrach odziedziczonych po ojcu, tj. w Spławiu, Żydowie, Parsku oraz w Bojanowie. W 1510 Jan Bojanowski zapisał żonie Katarzynie córce Jana Ćmachowskiego po 200 grzywien posagu oraz wiana na połowie swych części dziedzicznych we wsiach Bojanowo, Spławie, Żydowo i Parsko. W tym roku Jan wyznaczył także Macieja i Bartłomieja z Pawłowic (koło Rydzyny) oraz swoją drugą żonę Małgorzatę opiekunami swoich dzieci Andrzeja, Małgorzaty, Stanisława i Jana, a także dóbr w Bojanowie, Spławiu, Żydowie i w Parsku. W 1511 Jan oraz Mikołaj Bojanowscy przeprowadzają podział dóbr; Mikołaj otrzymuje Żydowo, Parsko oraz Spławie wraz z folwarkiem Poświętne.

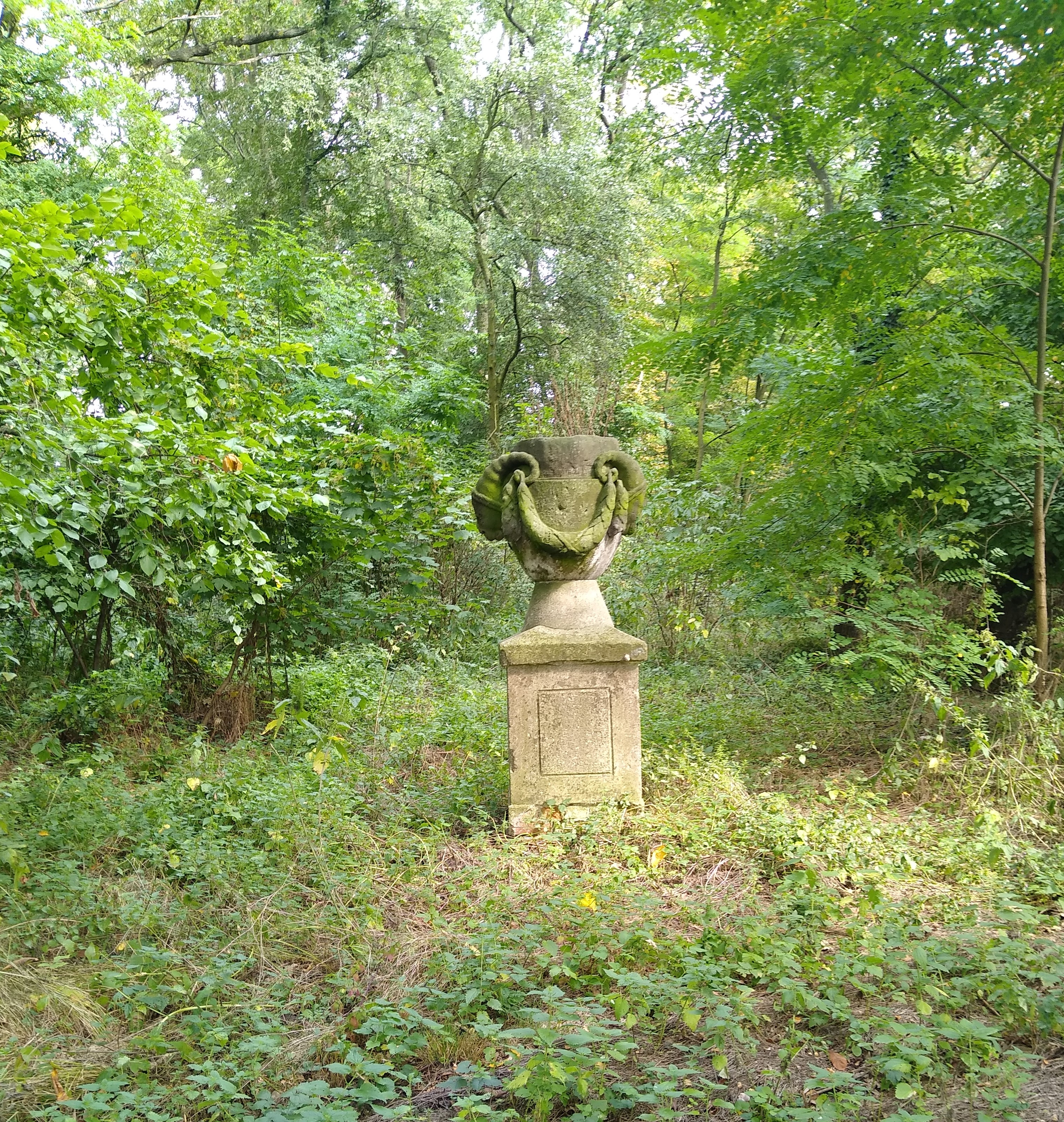
Rzeźba w Parsku przedstawiająca diabła

W drugiej połowie XV wieku właścicielami wsi byli także Tomasz, Mikołaj oraz Rafał Karmińscy. W 1450 nastąpił podział dóbr tychże braci, w wyniku którego Rafał otrzymał całą wieś Parsko oraz połowę Jezierzyc, Mikołaj dostał Grunowo, a Tomasz Sienno. W 1462 Rafał dał spokrewnionemu ze sobą Janowi Chełkowskiemu połowę Jezierzyc oraz folwark Parsko, w zamian za część Leszna oraz 150 grzywien.
W latach 1563–1580 odnotowano pobór podatków ze wsi. W 1563 miał miejsce pobór podatkowy od folwarku Gołaskiego należącego do Jana Bojanowskiego dziedzica w Gołaszynie. W 1566 pobrano podatki od 3 zagrodników. W 1580 miał miejsce pobór podatków od dwóch zagrodników, od 2 wiatraków dziedzicznych, młyna, a także od jednego rataja, czyli najemnego robotnika od pługa.
Wskutek II rozbioru Polski w 1793 wieś przeszła pod władanie Prus i jak cała Wielkopolska znalazła się w zaborze pruskim. W okresie Wielkiego Księstwa Poznańskiego (1815-1848) miejscowość wzmiankowana jako Parsko należała do wsi mniejszych w ówczesnym pruskim powiecie Kosten rejencji poznańskiej. Parsko należało do okręgu śmigielskiego tego powiatu i stanowiło siedzibę majątku Parsko, który należał wówczas do Banachowicza. 
W skład majątku Parsko wchodziła jeszcze wieś Żydowo. Według spisu urzędowego z 1837 roku Parsko liczyło 70 mieszkańców, którzy zamieszkiwali 5 dymów (domostw).
W latach 1975–1998 miejscowość administracyjnie należała do województwa leszczyńskiego.